# Chiang Rai (província)
Chiang Rai é uma província da Tailândia. Sua capital é a cidade de Chiang Rai.

## Distritos
A província está subdividida em 16 distritos (amphoes) e 2 subdistritos (king amphoes ). Os distritos e subdistritos estão por sua vez divididos em 124 comunas (tambons) e estas em 1510 povoados (moobans).

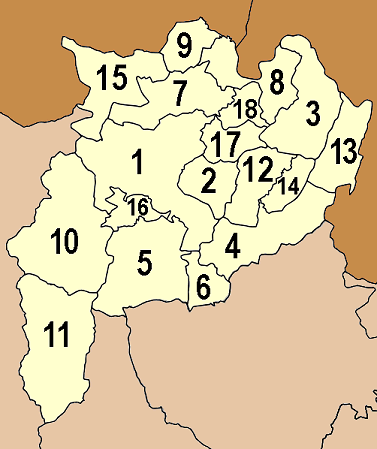
Distritos da província.

(muban).
| Amphoe                                                                                              | | King Amphoe                       |
| --------------------------------------------------------------------------------------------------- | --- | --------------------------------- |
| 1. Chiang Rai 2. Wiang Chai 3. Chiang Khong 4. Thoeng 5. Phan 6. Pa Daet 7. Mae Chan 8. Chiang Saen | 1. Mae Sai 2. Mae Suai 3. Wiang Pa Pao 4. Phaya Mengrai 5. Wiang Kaen 6. Khun Tan 7. Mae Fa Luang 8. Mae Lao | 1. Wiang Chiang Rung 2. Doi Luang |